# Conrad de Hohenlohe-Waldenbourg-Schillingsfürst
Le prince Konrad zu Hohenlohe-Schillingsfürst, né à Vienne le 16 décembre 1863 et mort à Kammern im Liesingtal le 21 décembre 1918, est un homme d'État austro-hongrois.
Il est du 25 février 1903 au 1er octobre 1904 gouverneur du duché de Bucovine et alors, ministre-président d'Autriche du 2 mai 1906 au 2 juin 1906. Il est le frère de Gottfried zu Hohenlohe-Schillingsfürst.

## Biographie
Issu d'une maison souveraine dont la principauté fut médiatisée en 1806, il est le neveu du prince Victor de Hohenlohe-Waldenbourg-Schillingsfürst, du prince Clovis de Hohenlohe-Waldenbourg-Schillingsfürst, du cardinal Gustave-Adolphe de Hohenlohe-Waldenbourg-Schillingsfürst, le cousin germain du prince Alexandre de Hohenlohe-Waldenbourg-Schillingsfürst.
Il est marié à la comtesse Franziska von Schönborn-Buchheim. Le 29 novembre 1917 au château de Laxenbourg, sa fille Franziska zu Hohenlohe épouse l'archiduc Maximilien Eugène d'Autriche, frère cadet de l'empereur Charles Ier.